# Ballenschneider

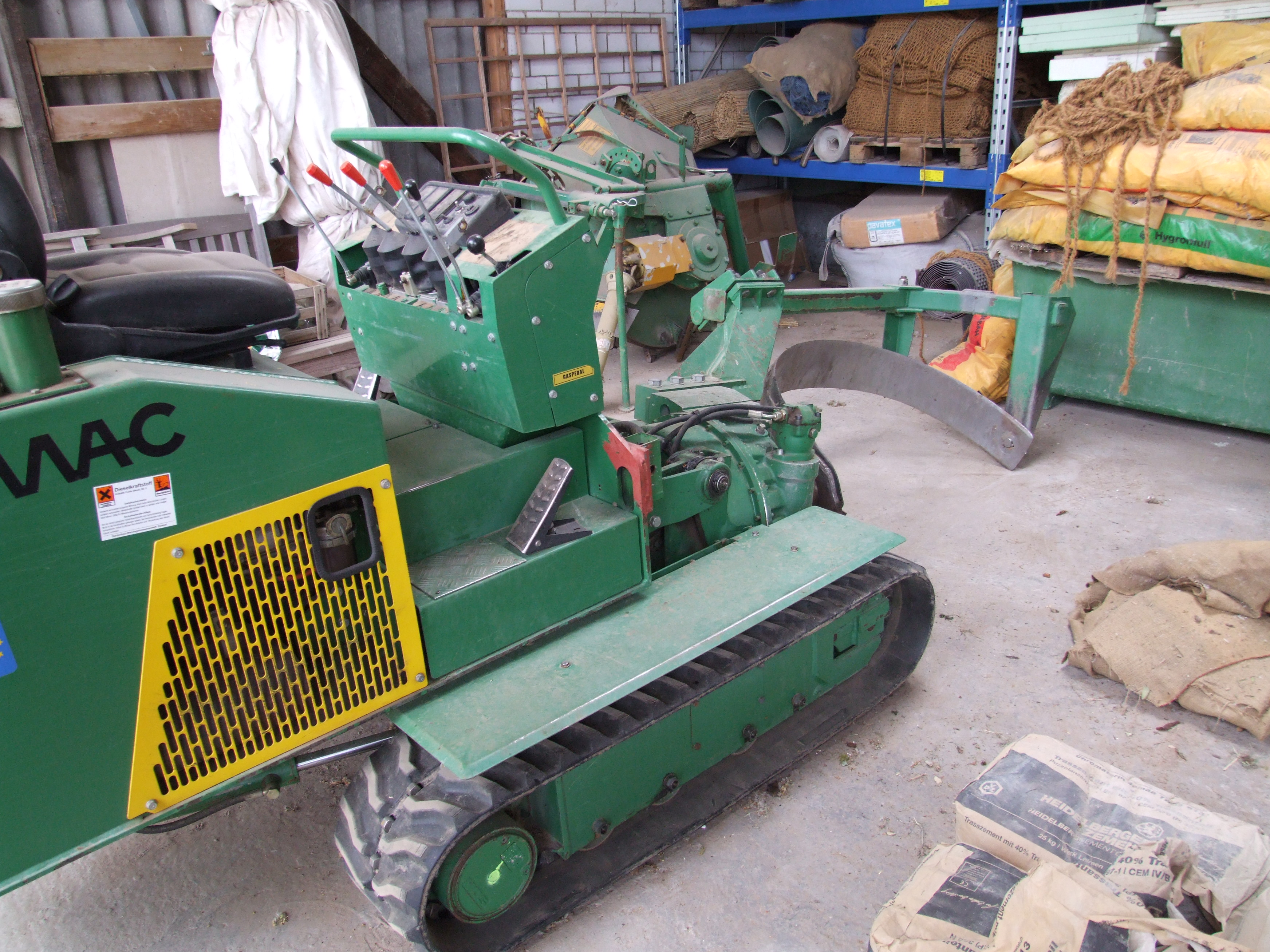
Ballenschneider in selbstfahrender Ausführung

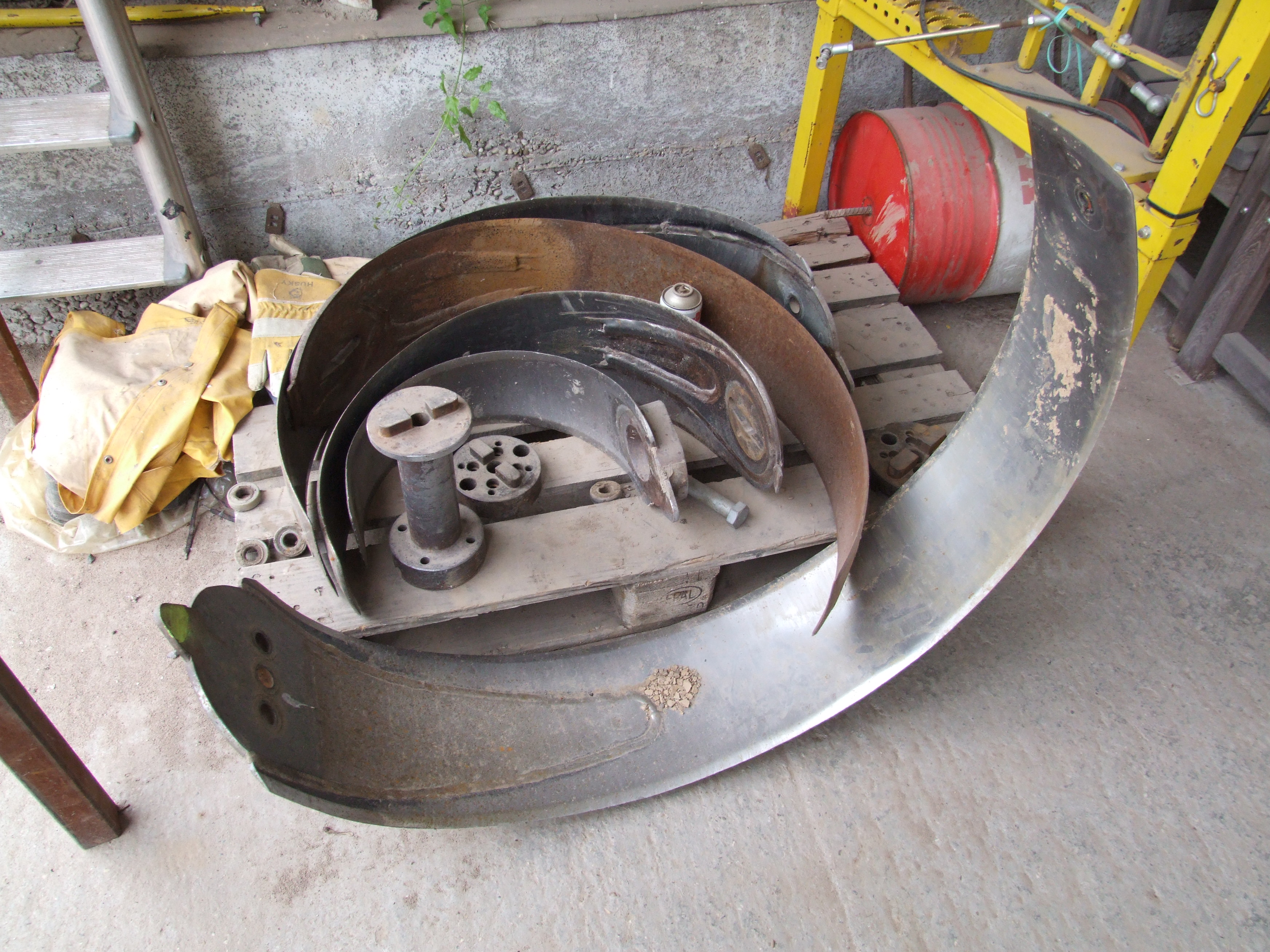
Messer für einen Ballenschneider

Ballenschneider sind Maschinen, die in Baumschulen und Gartenbaubetrieben dazu dienen, die Wurzelballen von Bäumen oder Sträuchern aus der Erde zu schneiden und sodann die Gehölze aus der Erde zu heben. Sie sind als Anbaugerät für einen Traktor oder als Selbstfahrer erhältlich.
Die Geräte werden eingesetzt, um Gehölze entweder zur weiteren Aufzucht in der Baumschule umzusetzen (zu „verschulen“) oder für den Verkauf als Ballenware zu ernten. Als Ballenware werden im Unterschied zur sogenannten „wurzelnackten Ware“ Gehölze bezeichnet, bei denen die an den Wurzeln anhaftende Erde weitgehend verbleibt. Damit der Ballen aus Wurzeln und Erde nicht zerfällt, wird er balliert, das heißt in ein Tuch, Netz, Drahtgeflecht oder Kombinationen derselben eingebunden oder alternativ in Pflanzencontainer-Töpfe eingesetzt. Die dazu meist verwendeten Gewebe aus Jute und unverzinkte Drahtgeflechte werden üblicherweise bei der Pflanzung nicht entfernt und verrotten oder korrodieren nach einigen Jahren, sodass durchgewachsene Wurzeln beim Dickenwachstum nicht eingeschnürt werden. Die Größe des Ballens orientiert sich an der Größe des Gehölzes und beträgt in der Regel das Achtfache des Stammdurchmessers. Die Ballenschneider können hierzu mit verschieden großen Schneidwerkzeugen ausgestattet werden.
Das mehrfache Verschulen eines Gehölzes in der Baumschule erfolgt unter anderem, um den Wurzelballen kompakt zu halten. Es ist notwendig, um größere Bäume überhaupt oder zu wirtschaftlichen Kosten und in belaubten Zustand verpflanzen zu können. Lässt man einen Baum einfach wachsen, wird das Wurzelwerk zu groß und weitstreichend. Gräbt man einen solchen Baum kompakt aus, dann müssten Wurzeln abgeschnitten oder abgehackt werden. Dabei verliert der Baum zu viele (Fein)Wurzeln und nach erneutem Einpflanzen kann die (belaubte oder unbelaubte) Krone nicht genügend mit Wasser und Nährstoffen versorgt werden. Wurzelnackte Gehölze (meist mit weniger Feinwurzeln) werden nur unbelaubt verkauft und eingesetzt, also im zeitigen Frühjahr und Herbst. Ballierte Ware und Pflanzen in Pflanzencontainern können hingegen jederzeit in der frostfreien Zeit eingepflanzt werden, was den Arbeitseinsatz bei der Pflanzenproduktion, beim Pflanzenverkauf und bei der Gartengestaltung besser aufs Jahr verteilt und somit mehr wirtschaftlicher Ertrag und Dauerarbeitsplätze (anstelle von Tagelöhnerei und Saisonarbeit) ermöglichte, als wenn alles nur in den Saison-Spitzenzeiten erledigt werden kann.
Das Umpflanzen von Gehölzen mit Ballen hält das Wurzelwerk kompakt, ist aber wegen des Zeitaufwandes in Handarbeit sehr teuer, dadurch steigt der Preis mit der Größe des Gehölzes und der Anzahl der Standjahre. Im Prinzip wird dazu das Gehölz nur samt Ballen angehoben und entweder leicht gedreht (damit Wurzelschnittflächen nicht wieder zusammenwachsen) oder ins daneben entstandene Grabloch wieder eingesetzt. Ballenschneider haben diese Umpflanz- und Ausgrabvorgänge erheblich rationalisiert, so dass auch größere Bäume wirtschaftlich verpflanzbar gehalten werden können und auch belaubt verpflanzt werden können. Gleichwohl verteuert auch heute unter Einsatz der Maschinen ein mehrmaliges Verschulen mit immer größeren Wurzelballen den Preis größerer Bäume sehr stark. Zum Umsetzen größerer Bäume, auch im Landschaftsbau, eignen sich Rundspatenmaschinen, die Durchmesser bis 3 Metern erreichen.

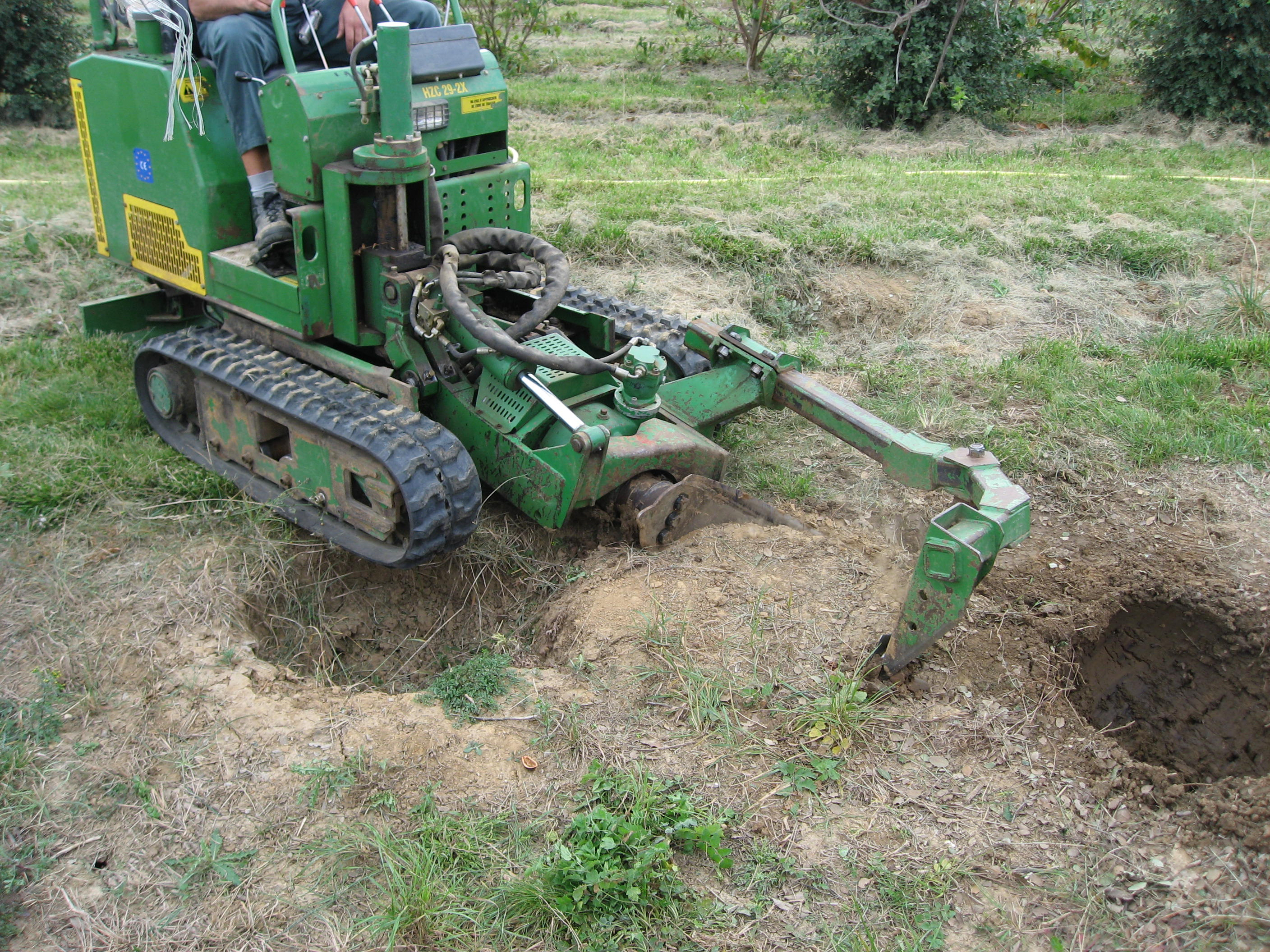
Demonstration der Funktionsweise des Ballenschneiders im Erdreich ohne Baum
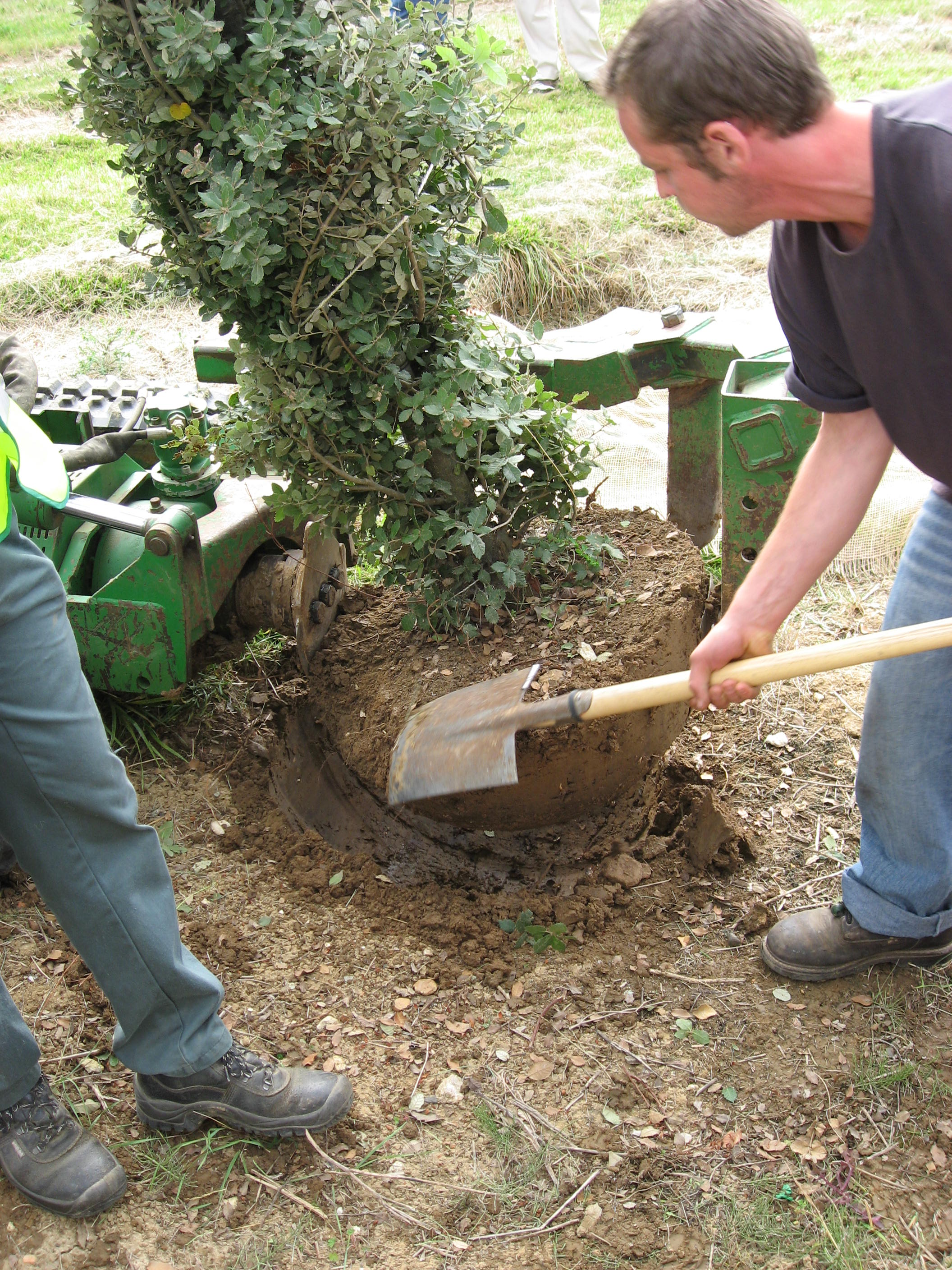
Der mit Wurzelballen aus dem Erdreich geschnittene Baum wird von der Maschine ausgehoben, der Ballen mit dem Spaten nachbearbeitet
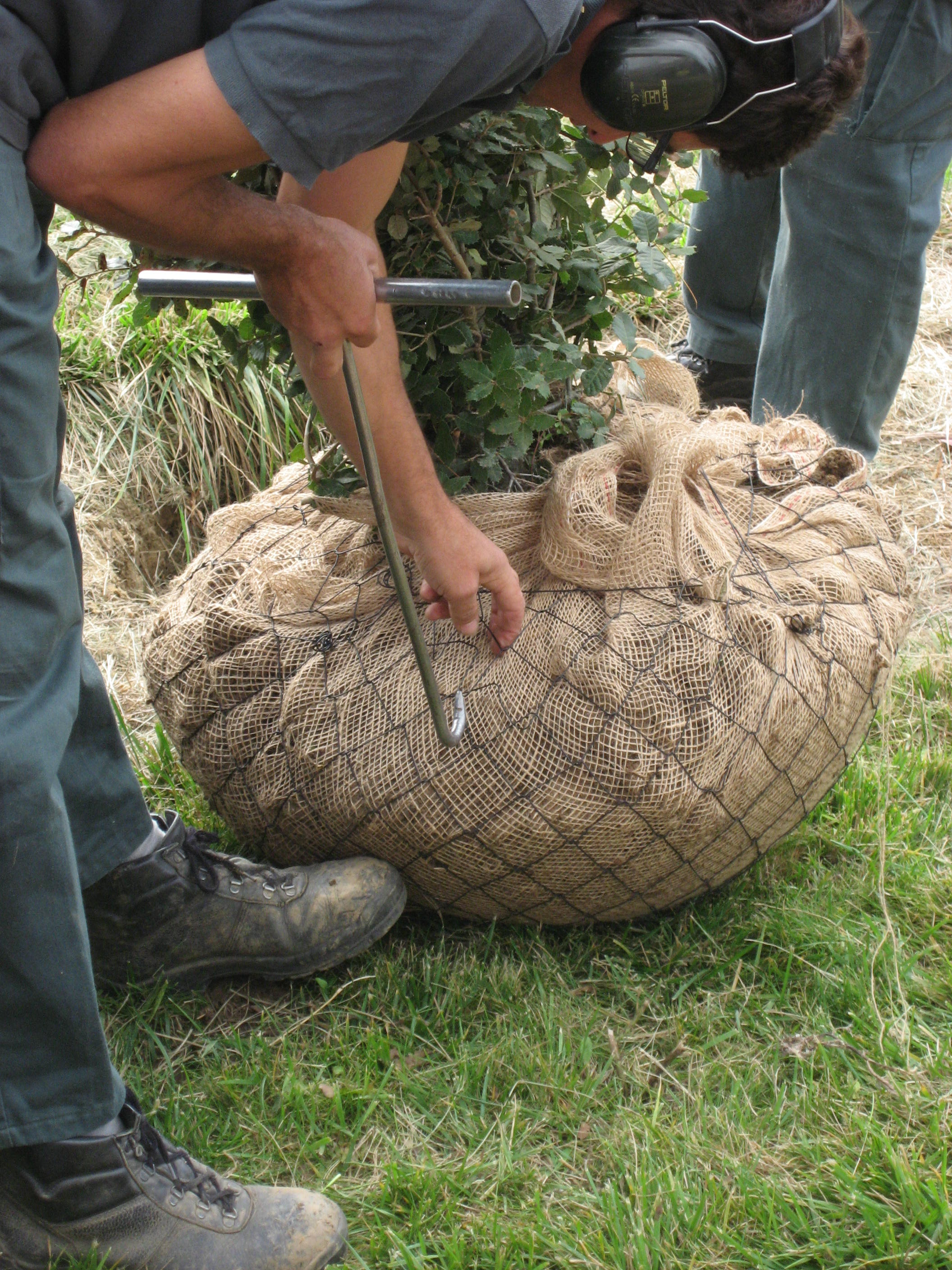
Für einen längeren Transport zum neuen Standort wird der Wurzelballen in Tuch und Drahtgeflecht eingebunden (balliert)